# 松永雪希
松永 雪希（まつなが ゆき、2月3日生）は、日本の元女性声優。主にアダルトゲームに声をあてていた。
2011年6月24日にソフトハウスキャラから発売された『雪鬼屋温泉記』への出演を最後に、引退した。

## 人物・経歴
「金田まひる・倉田まりやのGalge.comラジオ」第19回放送にゲスト出演した際、出演キャラクター人気投票が行われ、1位が『パルフェ 〜ショコラ second brew〜』の花鳥玲愛、2位が『SHUFFLE!』のネリネ、3位が『Nursery Rhyme -ナーサリィ☆ライム-』の巴有希奈となった。
本人も印象に残った役として『パルフェ』の花鳥玲愛を挙げており、初めての「ツンデレ」役だったが、渡された台本を読んで「ツンデレが萌えるってこれか！」と理解したという。シリーズ前作『ショコラ 〜maid cafe "curio"〜』（『Re-Order』版に花鳥玲愛役で出演）の作品内の店「curio」をモデルに作られたメイド喫茶「cafe curio」へも来店し、店で出されたオムライスの写真（ケチャップで猫の絵が描かれたもの）を自身のブログのトップで使っていた。

## 出演作品

### OVA
- あねいも 第1章〜Square Sisters〜（霧島皐月）[5]
- あねいも 第2章〜Square Sisters〜（霧島皐月）[6]

### ゲーム

#### 2002年
- ぷに☆ふご〜 テックジャイアン版（八魏 ちあき）

#### 2003年
- 想い出の還る場所（桜井 遥香）
- かなえてあげる 〜冬がくれた贈り物〜（リレッタ）
- 紅（藤野 亜梨子）
- Summerラディッシュバケーション!!（伊能 踊子）
- ぱすてるキッチン（秋元 七海）
- フラワーズ（巣鴨 さと子）
- Maple Colors（田中 加奈多）
- ライアー大戦じゃんまげどん（橿原 弥生、上田 愛美）
- Little Little Election （橿原 弥生）

#### 2004年
- お嬢様イケません!（彩葉 マコ・御子柴 沙織）
- カラフルハート 〜12コのきゅるるん♪〜（古四王 千早）
- SHUFFLE!（ネリネ）
- そらいろの雫（久石 流可）
- WW&F 〜大正帝都伝奇譚〜（役不明）
- はるのあしおと（白波瀬・その他）
- 乳感ナースっ!（桜井 美希）
- 凌姫〜淫らに響く復讐の輪舞曲〜（リーゼ）

#### 2005年
- 処女はお姉さまに恋してる（上岡 由佳里）
- キャラメルBOX やるきばこ（上岡 由佳里、黛 桐花、「きゃらばと!」チュートリアル）
- 忍ココロ（新堂 カスミ）
- School Days（加藤 乙女）
- 絶対地球防衛機 メガラフター（マーズ星人、白山羊星人）
- ダンシング・クレイジーズ（葉木崎 零）
- Tick! Tack!（ネリネ）
- Nursery Rhyme -ナーサリィ☆ライム-（巴 有希奈、巴 由里亜）
- パルフェ 〜ショコラ second brew〜（花鳥 玲愛）
- メイプルカラーズ 〜決戦は学園祭!〜（田中 加奈多）
- 萌えろDownhill Night -峠最速伝説-（琴里 優奈）
- 夜刀姫斬鬼行（風守 桜子）

#### 2006年
- 妹巫女・萌 「にいさま…私、巫女じゃなくなっちゃう…」（水原 古奈美）
- エーデルヴァイス（史絵）
- グリンスヴァールの森の中 〜成長する学園〜（メルエ・ユーナギワール・フェレインダーシュ）
- こいちゅ! 〜恋に恋するかたおもい〜（春日野 恋）
- さくらのさくころ（白波瀬）
- Summer Days（加藤 乙女）
- 終末少女幻想アリスマチック（疋田 伊織）
- なつぽち（相楽 美咲）
- ふぁんたじぃぞぉん（配役不明）
- フォセット - Cafe au Le Ciel Bleu -（花鳥 玲愛）
- ぶらばん! -The bonds of melody-（今宮 紀子）
- 放課後☆レッスン -やみつき!二人のエッチな課外授業-（水樹 瑞花）
- 萌えろDownhill NightHR（琴里 優菜）
- らぶらぶボイン 高飛車の巨乳（天宮 聖里香）
- Really? Really!（ネリネ）

#### 2007年
- あねいも2 〜Second Stage〜（霧島 皐月）
- いもうとがくしゅうちょう page1 〜誕生日プレゼント〜（松原 佳奈） ※　同人ゲーム
- エグザミネイター（大野 エリ）
- 王賊（リディア）
- 最果てのイマ フルボイス版（貴宮 千鳥）
- 赫炎のインガノック（アグネス、ドロシー・ウッドストック、ルポ）
- 見上げた空におちていく（ユキ、アル）
- みんな大好き子づくりばんちょう（江間 愛鈴）
- よりどり!? 鷹崎学園 デラックスパック（水樹 瑞花）

#### 2008年
- あねいも2 H's 〜もっとHにステップUP!〜（霧島 皐月）
- オトメクライシス（花鳥 玲愛）
- コンチェルトノート（タマ）
- こんぼく麻雀 〜こんな麻雀があったら僕はロン!〜（ドロシー・ハーグリーブス）
- しゅぷれ〜むキャンディ 〜王道には王道たる理由があるんです!〜（七星 朱里）
- タユタマ -Kiss on my Deity-（綺久羅美守毘売）
- オトメスマイル（藤間 睦月）[7]

#### 2009年
- 夏いろペンギン（八重橋 紗南）
- 姫様ご命令を!（クレア・ファーリアス・レ・ファルマール ）
- AlterEgo（神楽坂 月音）
- 絶対可憐!お嬢様っ（白浜 飛鳥）
- 桜吹雪（風姫）
- 忍流 (雪花)
- DAISOUNAN（凪子）
- W.L.O. 世界恋愛機構（サラサ・クレイン・フェミルナ）
- ふわりコンプレックス（前田 ケイト）
- とらぶるHOME（岩屋 澄香)
- マジカルウィッチコンチェルト（ナタリア・エッフェンベルク）
- メモリア（アイカ＝ランディック）
- ももいろガーディアン（榊碧奈）
- コミュ - 黒い竜と優しい王国 -（蝉丸 繰莉）
- 花鳥風月 〜恋ニヲチタル花園ノ姫〜（風姫＝雲母坂楓）
- SHUFFLE! Essence+（ネリネ）

#### 2010年
- Cross Days（加藤 乙女）
- BUNNYBLACK（メリル）
- さくらビットマップ（桧山 璃子）
- 汐見崎学園演劇部 恋ぷれ 〜あなたといちゃいちゃろーるぷれいんぐ!〜（亜沙木ゆか）
- 魔王を征服するための、666の方法（エルリオーネ・フォン・カーディアス）
- FUTA・ANE 〜ふたあね〜（高千穂 若葉）[8]

#### 2011年
- そらいろメモワール（氷上河 シア）
- ラブラブル 〜lover able〜（彩峰 希依）
- 恋祭☆綺想カメリアノート（藤林 長門）
- 雪鬼屋温泉記（雪鬼屋 仲居）
- 赫炎のインガノック 〜What a beautiful people〜 Full voice ReBORN（アグネス、ドロシー・ウッドストック、ルポ）

## CD
- 『Really?Really!』 ドラマCD「秋色のCherry Blossom」（ネリネ）
- Navel ドラマCD Episodes-Mix（ネリネ）
- Tick! Tack! CDドラマ「トラブル・ハプニング・ピクニック!」（ネリネ）
- Nursery Rhyme -ナーサリィ☆ライム- ドラマCD 「Life is sweet」（巴 有希奈 / 巴 由里亜）
- ドラマCD 処女はお姉さまに恋してる 〜晩夏の秋桜 初秋の茉莉花〜（上岡 由佳里）
- 金田まひる・倉田まりやのGalge.comラジオ Vol.2〜目指せ声優マスター！〜